# Trithetrum
Trithetrum is een geslacht van libellen (Odonata) uit de familie van de korenbouten (Libellulidae).

## Soorten
Trithetrum omvat 2 soorten:
- Trithetrum congoense (Aguesse, 1966)
- Trithetrum navasi (Lacroix, 1921)